# Spoorlijn Hamburg-Wilhelmsburg - Hamburg Hohe Schaar
De spoorlijn Hamburg-Wilhelmsburg - Hamburg Hohe Schaar is een Duitse spoorlijn in Sleeswijk-Holstein en is als spoorlijn 1254 onder beheer van DB Netze.

## Geschiedenis
Het traject werd door de Deutsche Reichsbahn geopend in 1934. De lijn dient als verbindingsspoor vanaf  DB 1253 richting Hamburg Hauptbahnhof. Tot 1988 heeft er een verbinding van de Wilhelmsburger Industriebahn vanuit Wilhelmsburg naar het Neuhöfer Kanal. Na de aanleg van een nieuw verbindingsspoor is deze gesloten en opgebroken.

## Treindiensten
De lijn is alleen in gebruik voor goederenvervoer.

## Aansluitingen
In de volgende plaatsen is of was er een aansluiting op de volgende spoorlijnen:
Hamburg-Wilhelmsburg
DB 1255, spoorlijn tussen Maschen en Hamburg Süd
Hamburg Hohe Schaar Kow
DB 1253, spoorlijn tussen aansluiting Süderelbbrücke en Hamburg-Waltershof

## Elektrificatie
Het traject werd in 1977 geëlektrificeerd met een wisselspanning van 15.000 volt 16⅔ Hz.